# 大宝企画
大宝企画（たいほうきかく）は、かつて大阪市に存在した芸能事務所。阪急阪神東宝グループのコマ・スタジアムの子会社。

## 概要
1958年3月に大宝芸能として設立。夢路いとし・喜味こいしの漫才コンビが専属第1号である。以降は演芸芸人のほか、梅田コマ劇場に出演する舞台俳優などが所属する芸能プロダクションとなった。
いとし・こいしはもともと上方演芸に所属していたが、同社が事実上解散状態（法手続上は現在の松竹芸能に繋がる）となった際に南都雄二の斡旋で東宝に振り分けられたものである。（『米朝・上岡が語る昭和上方漫才』におけるいとし・こいしの懐述より。）
その後、商号は東宝芸能関西から大宝企画に改称（コマ・スタジアムの沿革の項を参照のこと）したが、2005年3月会社清算。コマ・スタジアムの事業見直しによるもの。

## 主な所属
- 夢路いとし・喜味こいし
- 桂ざこば（桂朝丸時代）
- 佐々十郎
- 茶川一郎
- 奥津由三

ほか